# María Victoria de Fornari Strata
María Victoria de Fornari Strata (Génova, 1562-15 de diciembre de 1617) fue una religiosa católica italiana, fundadora de la Orden de la Santísima Anunciación. Es venerada como beata en la Iglesia católica.

## Biografía
Victoria de Fornari nació en Génova, en el año de 1562. A los 17 años se casó con Angelo Strata y los dos se caracterizaron por ser un matrimonio cristiano practicante. Tuvieron seis hijos; cuatro niños y dos niñas. En 1587 enviudó. Consolada, según ella misma, por ciertas experiencias místicas, hizo voto de castidad, se retiró de la vida social y dedicó todo su tiempo a Dios, al servicio de los pobres y a sus hijos. Cuando estos alcanzaron la edad suficiente, sus hijas se hicieron canonesas lateranenses y sus hijos frailes mínimos. De esa manera Victoria, libre de sus obligaciones, planteó al arzobispo de Génova el proyecto de fundación de un monasterio de clausura dedicado a la contemplación del Verbo Encarnado. En 1604, ella y otras diez compañeras tomaron el hábito y al año siguiente, hicieron su profesión religiosa, iniciando así la Orden de la Santísima Anunciación (anunciadas celestes). A sus nombres, en honor a la Virgen, añadieron el nombre de María.
María Victoria fundó un segundo monasterio en Francia, desde donde se extendió la Orden en esa nación. El resto de su vida, los dedicó a la administración del monasterio de Génova, como abadesa. allí murió el 15 de diciembre de 1617.

## Culto
Según cuenta la tradición, poco después de su muerte, María Victoria se apareció a una devota suya usando tres vestidos: uno era de color oscuro, pero adornado con oro y plata; el otro también era oscuro, pero adornado con joyas brillantes; y el último era blanco y azul reluciente. Con esta leyenda se quiere sintetizar los tres estados de vida (conyugal, viudez y religioso) por los que ella pasó. Más allá de su historicidad, esta visión lo que demuestra es la veneración que desde siempre ha sido objeto la fundadora de las anunciadas celestes.
María Victoria fue beatificada por León XII en el 21 de septiembre de 1828. Con ocasión de su beatificación de la madre Victoria, ese mismo año, se publicó una biografía en italiano, con el título de Vita della B. Maria Victoria Fornari-Strata, fondatrice dell'Ordine della Santissima Annunziata detto «Le Turchine».
El cuerpo incorrupto de la beata se venera en el monasterio de las anunciadas celestes de Génova. Su fiesta se celebra el 15 de diciembre.